# Cal Salvador (Torrefeta i Florejacs)
Cal Salvador és una obra de Torrefeta i Florejacs (Segarra) inclosa a l'Inventari del Patrimoni Arquitectònic de Catalunya.

## Descripció
Edifici situat a pocs metres de Ca l'Ermet. Es troba en estat ruïnós. Consta de quatre façanes i tres plantes. A la façana sud, hi ha dues entrades que donen a la planta baixa, la de la dreta amb arc escarser i llinda feta amb totxo. La de l'esquerra, és més senzilla. A la segona planta hi ha dues entrades a balcons interiors, que quasi no es conserven.
A la façana est, hi ha les restes d'una finestra que donen a la segona planta. A la façana nord., hi ha una petita obertura a la planta baixa i una finestra a la segona.
A la façana oest, hi ha una entrada a la part esquerra, que dona a la planta baixa. A la planta següent hi ha una finestra al centre i a la seva esquerra les restes d'una altra finestra. No conserva la coberta.
Davant de la façana est i nord, hi ha murs que envolten aquestes façanes. Davant de la façana sud, hi ha un petit edifici també en estat ruïnós.